# فرهاد فلاحتی
فرهاد فلاحتی نمایندهٔ دورهٔ دهم از حوزهٔ انتخابیهٔ قائنات و زیرکوه در استان خراسان جنوبی است. وی با کسب ۳۰٬۰۱۲ رای از مجموع ۸۵٬۲۱۶ رای معادل ۳۵٫۲۲٪ درصد آرا به مجلس راه پیدا کرد. 